# Claudio Arrau

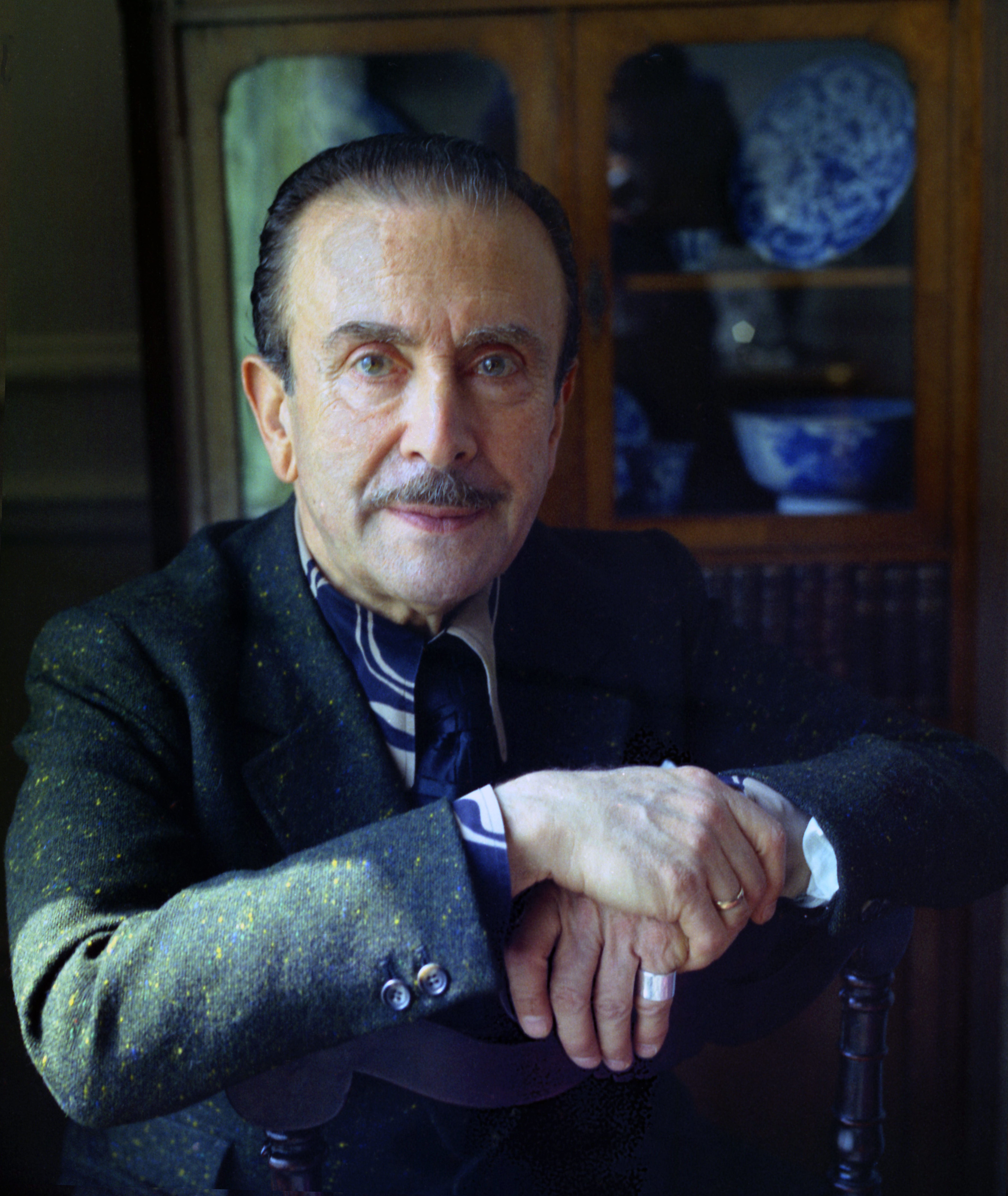
Chân dung Claudio Arrau - ảnh của Allan Warren chụp năm 1974.

Claudio Arrau (phát âm tiếng Tây Ban Nha: [ˈklawðjo aˈraw]) có tên đầy đủ: Claudio Arrau León, là một nghệ sĩ dương cầm người Chilê, nổi tiếng vì tài nghệ biểu diễn hàng loạt nhạc phẩm trải dài suốt từ thời kì nhạc baroque, qua nhạc cổ điển đến thời kì âm nhạc hiện đại, đặc biệt là những nhạc phẩm của các tác giả Bach, Beethoven, Schubert, Chopin, Schumann, Liszt and Brahms. Ông đã được đánh giá là một trong những nghệ sĩ dương cầm xuất sắc nhất thế giới qua mọi thời đại.
Claudio Arrau León sinh ngày 7 tháng 2 năm 1903, mất ngày 9 tháng 6 năm 1991.

## Giải thưởng và ghi nhận
- 2012: Voted into the Gramophone Hall of Fame[8]
- 1990: Gold Medal of The Royal Philharmonic Society
- 1988: La Medalla Teresa Carreño of Venezuela; Honorary Member of The Royal Philharmonic Society
- 1984: The Highest Distinction Award from the Inter-American Music Council and the Organization of American States; Doctor Honoris Causa of Universidad de Concepción; Professor Honoris Causa of Universidad de Bío-Bío
- 1983: The International UNESCO Music Prize; National de la Légion d'honneur of France; National Prize of Art of Chile; First Honorary Member of The Robert Schumann Society; Doctor Honoris Causa of University of Oxford; Commandatore da Accademia Nazionale di Santa Cecilia; Knighthood from the Order of Malta; Beethoven Medal of New York; Philadelphia Bowl of Philadelphia
- 1982: La Orden del Águila Azteca of Mexico
- 1980: Hans von Bülow Medal of the Berlin Philharmonic Orchestra
- 1970: Großes Bundesverdienstkreuz of the Federal Republic of Germany
- 1965: Chevalier of Ordre des Arts et des Lettres of France; Presented with 'The Mask of Chopin' & Chopin's manuscripts
- 1959: Santiago's Honorary Citizen; Concepción's Honorary Citizen and City Gold Medal; Hijo Benemérito de Chillán; Chillán's hitherto Lumaco Street was named after Claudio Arrau
- 1958: The Medal of The Royal Philharmonic Society
- 1949: Hijo Predilecto de México; Doctor Honoris Causa of University of Chile
- 1941: Hijo Ilustre de Chillán
- 1927: Winner of the Grand Prix of the Concours International des Pianistes Geneva. The jury was composed by Arthur Rubinstein, Joseph Pembauer, Ernest Schelling, Alfred Cortot and José Vianna da Motta.[9] Cortot exclaimed: "Cela c'est un pianiste. C'est merveilleux"
- 1925: Honour Prize of the Stern Conservatory, becoming Professor
- 1919 & 1920: Liszt Prize (after 45 years without a first-place winner)
- 1918: Schulhoff Prize; End of studies at the Stern Conservatory, receiving an "Exceptional Diploma"
- 1917: Sachsen-Gothaische Medaille
- 1916: Grant of the Stern Conservatory
- 1915: First Prize in the Rudolph Ibach Competition (he was the only participating boy)
- 1915: Gustav Holländer Medal for young artists
- 1911: Grant of the Chilean Congress for musical studies in Berlin

## Các album được giải

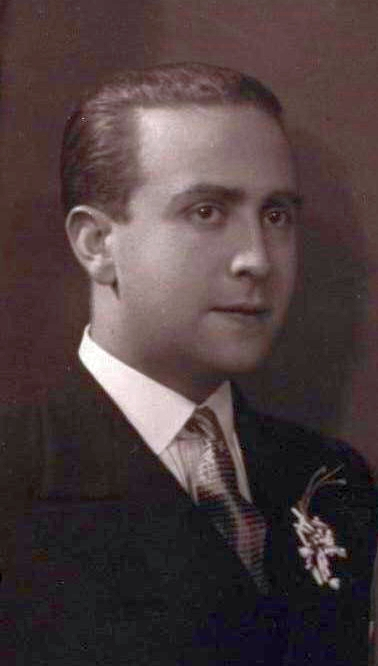
C. A. León hồi trẻ (năm 1929)

- Giải thưởng của Đức về biểu diễn các tác phẩm:

1. Brahms 2 Piano Concertos with Carlo Maria Giulini and Philharmonia Orchestra [EMI Recorded in 1960 & 1962]
2. Beethoven 5 Piano Concertos with Bernard Haitink and Concertgebouw Orchestra [Philips Recorded in 1964]
3. Schumann Sonate Op.11, Fantasiestücke Op.111 [Philips Recorded in 1967 & 1968]
4. Brahms 2 Piano Concertos with Bernard Haitink and Concertgebouw Orchestra [Philips Recorded in 1969]

- Giải thưởng lớn về biểu diễn các tác phẩm của Liszt:

1. Liszt Complete Concert Paraphrases on Operas by Verdi [Philips Recorded in 1971]
2. Liszt 12 Etudes d'exécution Transcendente [Philips Recorded in 1974 & 1976]
3. Liszt 2 Piano Concertos with Sir Colin Davis and London Symphony Orchestra [Philips Recorded in 1979]

- Giải thưởng "Diapason d'Or" (âm thoa vàng) về biểu diễn các tác phẩm của Chopin:

1. Chopin Complete Nocturnes [Philips Recorded in 1977 & 1978]
2. Chopin Complete Etudes [EMI Recorded in 1956, Remastered in 1987]

- Giải thưởng "Grand Prix du Disque" (giải ghi âm đĩa nhựa):

1. Toàn tập các khúc luyện của Chopin (Complete Etudes) [EMI Recorded in 1956, Remastered in 1987]
2. Schumann Piano Concerto, Carnaval
3. Beethoven Sonata Op.111 [EMI Filmed in 1963, 1961 & 1970]

- Giải Edison về biểu diễn các tác phẩm của Liszt:

1. Độc tấu dương cầm Ballade No.2,
2. Jeux d'eaux à la villa d'Este, Vallée d'Obermann [Philips Recorded in 1969]

- Giải Belgium Caecilia về biểu diễn tác phẩm của Schumann: Comprehensive Solo Piano Works [Philips Recorded from 1966 to 1976]
- Japan Record Academy Award:về biểu diễn các tác phẩm của Beethoven: Piano Concertos 5 với Ngài Colin Davis và Staatskapelle Dresden [Philips Recorded in 1984 & 1987]
- FFFF de Télérama về biểu diễn các tác phẩm của Chopin Complete Etudes (lần thứ hai 1987) [Remastered in 1987]
- Giải thưởng lớn của Hội Chopin Vacsava về biểu diễn các tác phẩm của Chopin Complete Etudes [EMI Recorded in 1956, Remastered in 1987]